# Императорский Дерптский университет
Императорский Дерптский университет (с 1802), Императорский Юрьевский университет (с 1893) — один из старейших университетов Российской империи, ныне Тартуский университет в Эстонии.

## Предыстория
Был учреждён в 1802 году, но первоначальное его возникновение относится к гораздо более отдалённым временам. Ещё в 1630 году, через 5 лет после занятия Лифляндии шведами, в Дерпте была основана гимназия, которая в 1632 году была расширена в университет. Учреждённый под названием Academia Gustaviana, университет получил все права и преимущества упсальского и имел 19 профессоров, распределённых по 4 факультетам. За 24 года его существования в нём было имматрикулировано 1016 студентов (из них более половины шведов).
В 1656 году, при царе Алексее Михайловиче, Дерпт был завоёван русскими; профессора и студенты разбежались. Некоторые профессора сделали попытку продолжать свои курсы в Ревеле, где в 1665 году числилось 60 студентов. Через 5 лет Дерпт был вновь занят шведами, но университет начал функционировать лишь в 1690 году, по инициативе короля Карла XI, под именем Academia Gustaviana Carolina, с 10 профессорами.
Когда началась новая война между Швецией и Россией, университет в 1699 г. был перенесен в Пернау. Но в 1710 году русские войска подступили и к Пернову. Чтобы спасти свою академию, лифляндское дворянство в «аккордных пунктах» просило Петра I о сохранении университета. Пётр согласился, под условием, что «университет при взятии города не окажет сопротивления». Дозволив «рыцарству вместе с верховным консисториумом назначать и предлагать искусных профессоров», Пётр I предоставил себе право назначать в университет особого профессора славянского языка. Несмотря на всё это, университет перестал функционировать, так как профессора-шведы покинули Дерпт и переселились в Швецию.
Затем в течение почти столетия Остзейский край был лишен высшего учебного заведения. После Петра I начинается ряд ходатайств о восстановлении университета в Лифляндии, в 1725, 1730, 1754, 1764 и 1768 гг., но до кончины императрицы Екатерины II ходатайства эти не дали никаких положительных результатов.
Новую эру в вопросе об университете в Остзейском крае открыло воцарение императора Павла I. Император Павел I, благоволивший к остзейскому дворянству, дал движение проекту университета для этого края. Из двух предполагавшихся городов — Митавы и Дерпта — выбор был сделан в пользу последнего: Дерпт, отмечалось в докладе дворянской комиссии, «находится в середине трёх губерний — Лифляндской, Курляндской и Эстляндской; положение своё имеет на сухом месте, между тем как Митава окружена болотами; употребляет российскую монету и ассигнации и сверх того превосходит дешевизной съестных припасов».
В 1798 году издан был указ, коим воспрещалось отправлять для занятий наукой молодых людей за границу, а для того чтобы остзейское юношество не было лишено высшего образования, было предложено курляндскому, эстляндскому и лифляндскому рыцарству избрать приличное место для учреждения университета и устроить оный. План, выработанный дворянством, получил Высочайшее утверждение Павлом I в следующем году. Комиссия кураторов вела приготовления к открытию университета очень энергично. В декабре 1800 г. последовал указ об учреждении университета не в Дерпте, а в Митаве, но 12 марта 1801 года император Павел скончался, и 12 апреля император Александр I повелел основать университет, согласно прежнему плану, в Дерпте, «по причине положения оного в средоточии трех губерний: Рижской, Ревельской и Курляндской».

## История
В царствование императора Александра I Комиссия об учреждении училищ вынуждена была завершить работу по созданию университета в Дерпте, план которого был утверждён Павлом I ещё 4 мая 1799 года. Устав Дерптского университета был утверждён Александром I 12 сентября 1803 года.

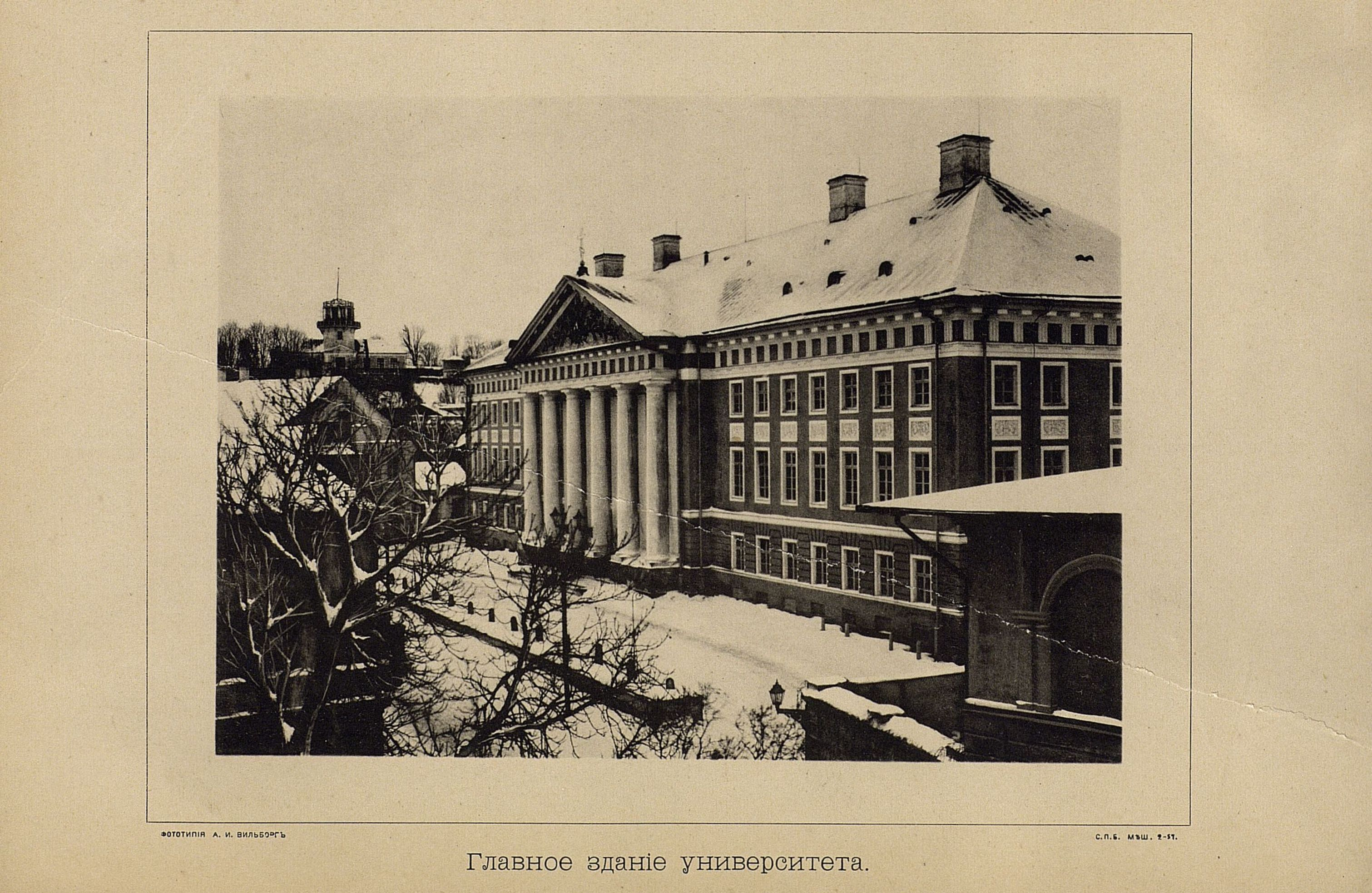
Главное здание Дерптского университета

Торжественное открытие Императорского Дерптского университета состоялось 21 апреля (3 мая) 1802 года, но официальная запись студентов началась ещё 5 апреля; лекции начались 1 мая. После учреждения министерства народного просвещения университет перешёл под его руководство; 12 (24) декабря 1802 года Александр I подписал «Акт постановления для Императорского университета в Дерпте», и этот день стал впоследствии днём ежегодного университетского акта и торжества.
Спроектированное остзейскими баронами учебное заведение надолго стало «особенным» в российской университетской системе. Дерптский университет был преимущественно немецким по составу преподавателей и учащихся, преподавание велось на немецком языке. К концу XIX века среди значительной части населения Прибалтики, особенно его образованного слоя, русский язык получил широкое распространение, прибалтийские немцы были фактически двуязычны. В этих условиях появилась возможность ввести в Дерптском университете обучение на русском языке.

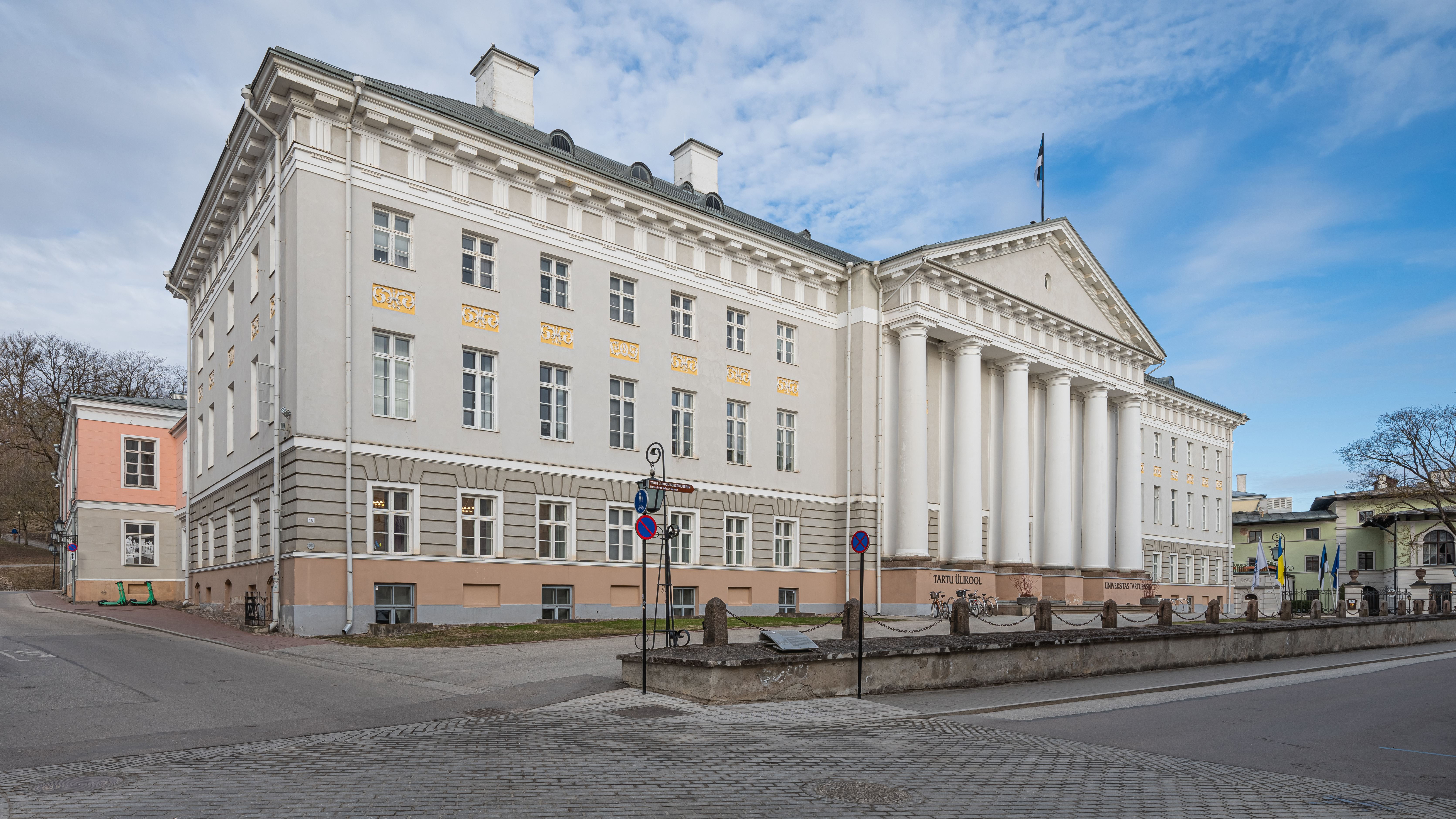
Здание университета в настоящее время

Главным деятелем на пользу университета явился при этом Г. Ф. Паррот, впоследствии его ректор. По утверждённому в 1803 году уставу университета, ему предоставлялась полная автономия. Он получал привилегию «иметь свою внутреннюю расправу и полное начальство над всеми членами своими, подчинёнными, равно над их семьями»; он ведал все дела, «до сих лиц касающиеся», разбирал долговые претензии, производил первоначальное расследование по уголовным делам. Университету, таким образом, была дана широкая гражданская и уголовная юрисдикция. Апеллировать на приговор университетского суда можно было только к правительствующему Сенату. Университетскую корпорацию составляли профессора, которые выбирали из своей среды всех должностных лиц, в том числе и ректора; во главе корпорации стоял «совет», непосредственно подчинённый только министру народного просвещения. Так как дворянство пожертвовало на университет 40 000 руб., то ему предоставлено было право участвовать в управлении делами университета; выборные из дворян кураторы заведовали хозяйственной частью.
Университет «имел собственную цензуру для своих сочинений» и бесконтрольно выписывал из-за границы необходимые книги. Как «ученое заведение», университет разделялся на 4 отделения: философское, врачебное, юридическое и богословское; это деление просуществовало до 1850 г., когда философский факультет распался на историко-философский и физико-математический. В университет, по держании «искуса», принимались люди всякого звания и состояния, русские подданные и иностранцы. Студенческая жизнь до мелочей регламентировалась уставом; так, например, определялась сумма, которую студент мог тратить на те или другие нужды. В 1804 г. повелено было воспретить городовому начальству «открытие в Дерпте театра с тем, чтобы и впредь оного не иметь».
Однако студенческая жизнь с самого начала вышла из назначенных ей рамок. В 1804—1805 гг. происходили бесчинства, заставившие усилить надзор за студентами. С 1808 г. начинают возникать корпорации; первой была «Curonia», затем в 1821—23 гг. учреждены «Estonia», «Livonia» и «Fraternitas Rigensis». Правительство не придавало значения этим организациям и допускало их свободное развитие. В 1820 г. устав 1803 г. заменён новым, коим введены лишь некоторые ограничения при производстве следствия и суда над студентами за нарушение благочиния. Признаны были также «вредными и несовместимыми с обязанностями студентов» их корпорации, но вскоре за тем они были вновь разрешены. В 1819 г. издано было «Положение о производстве в ученые степени». Устав 1820 г. действовал до 1865 г.
В 1820-х гг. Дерптский университет считался выдающимся по составу преподавателей и с 1828 г. получил значение института для подготовки профессоров в другие русские университеты. В отчете графа Уварова в 1833 г. Дерптскому университету отведено «значительное место в ряду наших высших учебных заведений», но русский язык признаётся «недовольно уваженным предметом». Устав 1835 г. усилил контроль над университетами со стороны попечителей учебных округов. Этот контроль распространён в 1837 г. на Дерптский университет; во главе его стоял тогда попечитель Крафтштрем (1835—1854), управление которого причисляется к наиболее тяжёлым временам Дерптского университета, тем более что к нему применили ст. 80-ю общего Устава, предоставлявшую министру по собственному усмотрению назначать профессоров. На практике свобода выбора и приглашения преподавателей сохранилась до 1850-х годов.
В 1836 г. решено усилить значение русского языка как предмета преподавания; в 1837 г. учреждена должность лектора русского языка в университете. В 1838 г., благодаря графу Уварову, разрешено, кроме корпораций, устройство при университете «студенческих обществ, имеющих учёную цель», а также занятия литературой и искусством, организация спектаклей и проч. В 1850 г. отменено было избрание ректора из среды профессоров; в 1852 г. даны особые секретные инструкции для наблюдения за поведением студентов и за духом преподавания. Профессора не «смели дозволять себе никакого, хотя бы и безвредного отступления» от программы; прекращено было преподавание государственного права европейских держав; философию преподавал профессор православного богословия. Для философского и юридического факультетов установлен комплект в 300 студентов. Университетский устав 1863 г., восстановивший академическую автономию, но с удержанием власти попечителя, внёс (1865 г.) соответственные изменения и в положение Дерптского университета.
В университете стали возникать первые студенческие организации, которые начинались как местные корпорации. Между 1824 и 1855 годами женские клубы были официально запрещены, в 1862 году было легализовано корпоративное студенческое самоуправление.

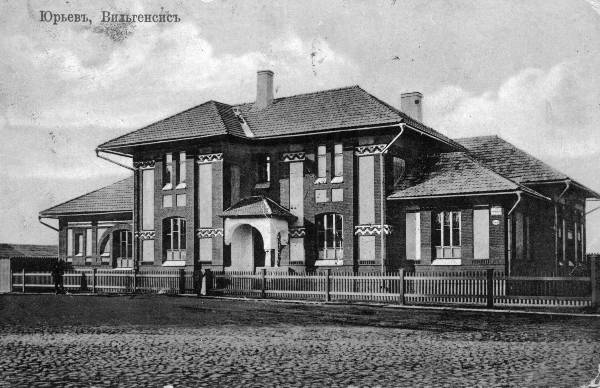
Здание Эстонского студенческого общества, Юрьев, 1914 год

Эстонские студенты начали собираться в 1870 году посредством совместных чтений «Калевипоэга». Так возникло Общество эстонских студентов (в 1873—1881 действовало под названием Вирония). В 1884 году был освящён флаг общества — сине-чёрно-белый триколор — будущий флаг Эстонии.
Университет продолжал оставаться немецким по составу профессоров и студентов, но с 1880-х годов начинаются попытки усиленной русификации, и в 1889 г. повелено распространить на него университетский устав 1884 г. Многие из профессоров-немцев оставили университет; кафедры их были замещены русскими преподавателями. Программы были изменены применительно к учебным планам других университетов, введены экзамены в испытательных комиссиях, усилена власть ректора и правления университета и т. д.
27 декабря 1893 (8 января 1894) произошла русификация Дерптского университета, который был переименован в Юрьевский университет по древнерусскому названию Дерпта — Юрьев. По отношению к студентам вводятся новые правила; с 1896 года начинает действовать студенческая инспекция. Состав русского студенчества увеличился, благодаря допущению в университет окончивших курс в духовных семинариях, которые стали стекаться сюда со всех концов России.
Студентов к 1 января 1903 г. было более 1800.
Во время Первой мировой войны академическая жизнь с 1915 года была нарушена многоэтапной эвакуацией имущества и персонала университета. Весной 1918 года Эстония была оккупирована войсками Германской империи и университетское образование на русском языке было запрещено. В результате русский университет был эвакуирован в Воронеж, что открыло путь для нового провинциального университета — Земельного университета Балтийского герцогства, запланированного немецкими оккупационными войсками. Он открылся 15 сентября 1918 года, но через несколько месяцев был вынужден закрыться. 27 ноября 1918 года военный комендант передал университет комиссии, образованной Временным правительством Эстонии.
С 1919 года университетские курсы начали читаться на эстонском языке.

## Факультеты и кафедры Императорского Юрьевского (бывшего Дерптского) университета

### Кафедра православного богословия и православная церковь университета[5]
До 1833 Закон Божий совсем не преподавался ученикам православного вероисповедания в учебных заведениях Дерптского (Рижского) учебного округа. Отсутствовало преподавание православного богословия и в Дерптском университете, а кафедра православного богословия не значилась в действовавшем уставе Дерптского университета. На это обстоятельство обратил внимание министр народного просвещения С. С. Уваров при посещении им Дерптского учебного округа (лето 1833). После возвращения в Петербург и после доклада императору (июнь 1833) попечителю Дерптского учебного округа было поручено наблюдать за тем, чтобы «ректор Дерптского университета с этого времени требовал от студентов греческого вероисповедания свидетельство местного протоиерея о том, что они во время пребывания своего в университете занимались под его руководством изучением православного вероучения и выполняли все обряды и правила православной церкви». Университетский совет принял соответствующее постановление и обратился к местному архиепископу с ходатайством об утверждении законоучителем университета священника Дерптской Успенской церкви Петра Казарова (декабрь 1833), который разработал «План преподавания греко-российской религии в Дерптских казённоучебных заведениях», который был утверждён министерством 15 (27) февраля 1834. В 1850 министерство усилило роль преподавания православного богословия в университете постановив «преподавание философии для студентов православного исповедания в Дерптском университете ограничить логикою и опытною психологией, и чтение лекцию по этим наукам поручить профессору богословия, назначаемому по согласованию министерства народного просвещения с духовным правительством православной церкви, а профессора богословия, на которого возлагалось преподавание логики и психологии уравнять в содержании с ординарными профессорами».
В 1860 обязанности профессора православного богословия в Дерптском университете были существенно изменены. Он освобождался от обязанностей читать логику и психологию студентам православного исповедания, преподавание возвращалось к преподавателям факультетов, а профессор богословия с этого времени начал преподавать только догматическое и нравственное богословие, библейскую и церковную историю.
Профессор кафедры православного богословия Дерптского университета совмещал свою должность с должностью священника при Дерптской Успенской церкви в течение 57 лет (1833—1891). В 1891 две эти должности были разделены.

### Богословский факультет
Дерптский университет был создан для общего блага Российского государства, особенно же Лифляндской, Эстляндской и Курляндской губерний, жители которых большей частью принадлежали к евангелической церкви. С учётом того, что кроме жителей прибалтийских губерний евангелическая церковь насчитывала большое число своих членов и приходов внутри России, богословский факультет Дерптского университета начал подготавливать проповедников и учителей Закона Божия для этой церкви. С начала основания университета (в течение шести десятилетий) факультет состоял из четырёх кафедр: экзегетического, исторического, систематического и практического богословия; при этом в состав предметов первой кафедры входил не только экзергез ветхого и нового завета, но и восточные языки. В 1861 по ходатайству факультета была учреждена отдельная кафедра семитских языков, что было внесено в новую редакцию университетского устава. При введении в университете преподавания на русском языке на богословском факультете министром народного просвещения было разрешено вести преподавание по-прежнему на немецком языке. В тесной связи с факультетом находилась университетская евангелическая церковь. С одной стороны, в ней совершались богослужения для евангелического состава университета, с другой стороны она должна была служить для практических упражнений студентов богословия. До окончания строительства университетской церкви (1860) университетские богослужения, начиная с 1844 происходили в церкви св. Иоанна, помещения которой предоставлялись с условием, чтобы университет не создавал отдельного прихода и чтобы университетские проповедники не исполняли никаких служб по отношению к университетскому персоналу. Университет, организовав собственный приход, не имеющий отношения к церкви св. Иоанна (ноябрь 1855), который начал проводить богослужения в приспособленном для этого библиотечном зале. К началу XX века структура богословского факультета Императорского Юрьевского университета имела следующий вид:
- Кафедра практического богословия
- Кафедра систематического богословия
- Кафедра экзегетического богословия
- Кафедра семитских языков
- Кафедра исторического богословия

### Физико-математический факультет
С момента основания Дерптского университета (1802) до 1850 года физико-математический факультет составлял часть философского факультета. В 1850 происходит разделение философского факультета на историко-филологический и физико-математический. В состав физико-математического факультета входят девять кафедр:
чистой математики;
прикладной математики;
астрономии;
теоретической и опытной физики;
теоретической и опытной химии;
ботаники;
минералогии;
зоологии и сравнительной анатомии;
экономии и технологии. К началу XX века структура физико-математического факультета Императорского Юрьевского университета имела следующий вид:
- Кафедра чистой математики[13]
- Кафедра прикладной математики
- Кафедра минералогии
- Кафедра химии
- Кафедра зоологии
- Кафедра астрономии
- Кафедра ботаники
- Кафедра физиологии растений и антропологии
- Кафедра сельского хозяйства и технологии
- Кафедра физики
- Кафедра физической географии и метеорологии
- Кафедра гражданской архитектуры
- Кафедра военных наук
- Кафедра рисования и гравировального искусства

### Юридический факультет
Первоначальный перечень кафедр юридического факультета был определён уставом, введённым в действие 12 сентября 1803 года и учреждал четыре кафедры (с ординарной профессурой):
- положительного государственного и народного права, политики, истории прав и юридической словесности;
- римского и немецкого права по гражданской и уголовной части;
- лифляндского провинциального права и практического правоведения;
- эстляндского и финляндского провинциального права
- и кафедра курляндского провинциального права (с экстраординарной профессурой).

Существенные изменения в это распределение были внесены уставом 1820 года (впервые было разграничено преподавание гражданского и уголовного права; объединено в одну кафедру преподавание местного права остзейских губерний, распределённого ранее по трём отдельным кафедрам) и уставом 1889 года (приведение структуры юридического факультета к образцу остальных университетов Российской империи).
К началу XX века структура юридического факультета Императорского Юрьевского университета имела следующий вид:
- Кафедра уголовного права
- Кафедра местного права, действовавшего в Лифляндской, Эстляндской и Курляндской губерниях
- Кафедра торгового права
- Кафедра русского права[15]
- Кафедра русского гражданского права и судопроизводства
- Кафедра римского права
- Кафедра государственного и народного прав
- Кафедра международного права
- Кафедра полицейского права
- Кафедра энциклопедии права
- Кафедра финансового права
- Кафедра политической экономии и статистики
- Кафедра церковного права

### Медицинский факультет
Медицинский факультет был основан в составе пяти кафедр и одной прозектуры:
анатомия, физиология и судебная медицина,
учение о лекарствах, диетика, история медицины и медицинская литература;
патология, семиотика, терапия и клиника;
хирургия (искусство лечения ран);
акушерство и ветеринария;
прозектор анатомического театра.
С самого своего возникновения факультет имел три теоретические и три практические кафедры, что обеспечило ему интенсивное и пропорциональное развитие. К началу XX века структура медицинского факультета Императорского Юрьевского университета имела следующий вид:
- Кафедра анатомии
- Кафедра эмбриологии, гистологии и сравнительной анатомии
- Кафедра акушерства, женских и детских болезней
- Кафедра психиатрии
- Кафедра офтальмологии и офтальмологической клиники
- Кафедра общей патологии и патологической анатомии
- Кафедра специальной патологии и клинки (поликлиника и врачебная диагностика с пропедевтикой)
- Кафедра специальной патологии и клиники (медицинская клиника)
- Кафедра специальной патологии и клиники (госпитальная клиника)
- Кафедра фармакологии, диетики и истории медицины
- Кафедра государственного врачебноведения (судебная медицина)
- Кафедра государственного врачебноведения (гигиена)
- Кафедра фармации
- Кафедра хирургии
- Кафедра физиологии

### Историко-филологический факультет
С момента основания Дерптского университета (1802) до 1850 года историко-филологический факультет составлял часть философского факультета. В 1850 происходит разделение философского факультета на историко-филологический и физико-математический. В состав историко-филологического факультета входят девять кафедр:
философии и педагогики;
древне-классической филологии и истории литературы;
древне-классической филологии и археологии;
немецкого и сравнительного языковедения;
русского языка и славянского языковедения вообще;
географии, этнографии и статистики;
всеобщей истории;
истории России;
политической экономии.
К началу XX века структура историко-филологического факультета Императорского Юрьевского университета имела следующий вид:
- Кафедра русского языка и литературы
- Кафедра всеобщей истории (история средних веков)
- Кафедра всеобщей истории (история нового времени)
- Кафедра философии и педагогики
- Кафедра древне-классической филологии и истории литературы
- Кафедра древне-классической филологии и греческих и римских древностей
- Кафедра древне-классической филологии и археологии
- Кафедра сравнительной грамматики славянских наречий
- Кафедра истории России
- Кафедра немецкого и сравнительного языковедения
- Кафедра географии, этнографии и статистики
- Кафедра камеральной науки, финансов и торговли[18]

### Философский факультет
С момента основания Дерптского университета (1802) до 1850 года философский факультет имел отделения историко-филологических и физико-математических наук, которые в 1850 году были преобразованы в историко-филологический и физико-математический факультеты.

## Ректоры Императорского Юрьевского (бывшего Дерптского) университета
- Паррот, Георг Фридрих (1802—1803)[19]
- Балк, Даниил Георг (1803—1804)[19]
- Гаспари, Адам Христиан (1804—1805)[19]
- Паррот, Георг Фридрих (1805—1806)[19]
- Мейер, Карл Фридрих (1806—1808)[19]
- Дейч, Кристиан Фридрих (1808—1810)[19]
- Гриндель, Давид Иероним (1810—1812)[19]
- Паррот, Георг Фридрих (1812—1813)[19]
- Стикс, Мартин Эрнст (1813—1814)[19]
- Рамбах, Фридрих Эберхард (1814—1816)[19]
- Штельцер, Христиан Юлий Людвиг (1816—1817)[19]
- Гизе, Фердинанд (1817—1818)[19]
- Эверс, Иоганн Филипп Густав фон (1818—1830)[19]
- Паррот, Иоганн Фридрих (1831—1834)[19]
- Мойер, Иван Филиппович (1834—1836)[19]
- Нейе, Фридрих Фридрихович (1836—1839)[19]
- Ульман, Карл Христиан (1839—1842)[19]
- Фолькман, Альфред Вильгельм (1842)[19]
- Нейе, Фридрих Фридрихович (1842—1851)[19]
- Гаффнер, Эдуард Иванович (1851—1858)[19]
- Биддер, Фридрих Генрих (1858—1865)[19]
- Самсон фон Гиммельшерна, Гвидо-Герман Карлович (1865—1868)
- Эттинген, Георг фон (1868—1876)[19]
- Мейков, Оттомар Фридрихович (1876—1881)
- Валь, Эдуард фон (1881—1885)
- Шмидт, Александр Александрович (1885—1890)
- Мейков, Оттомар Фридрихович (1890—1892)[19]
- Будилович, Антон Семёнович (1892—1901)[19]
- Филиппов, Александр Никитич (1901—1903)
- Левицкий, Григорий Васильевич (1903—1905)
- Пассек, Евгений Вячеславович (1905—1908)
- Алексеев, Виссарион Григорьевич (1909—1914)
- Пусторослев, Пётр Павлович (1915—1917)

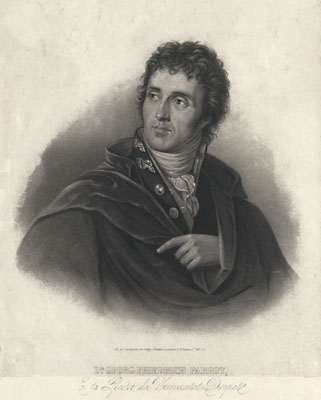
Георг Фридрих Паррот
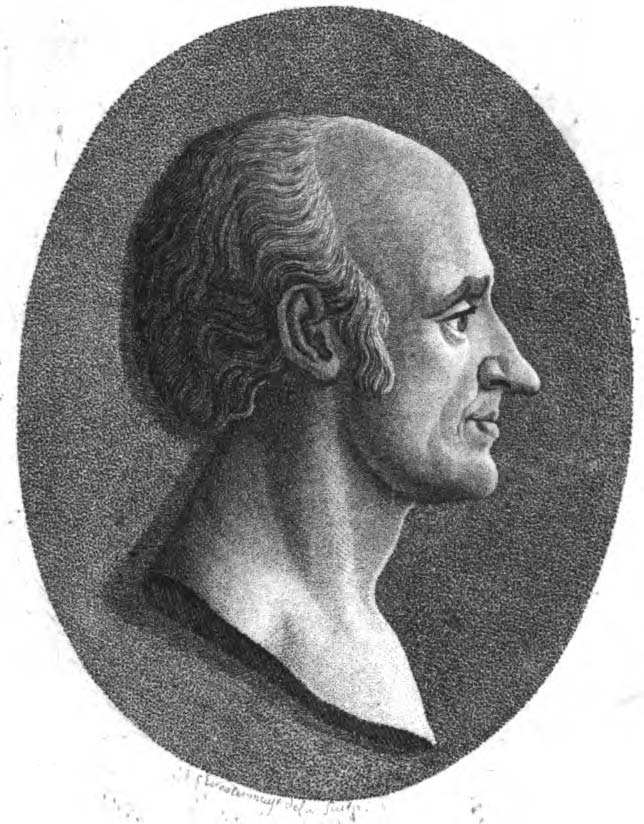
Адам Христиан Гаспари
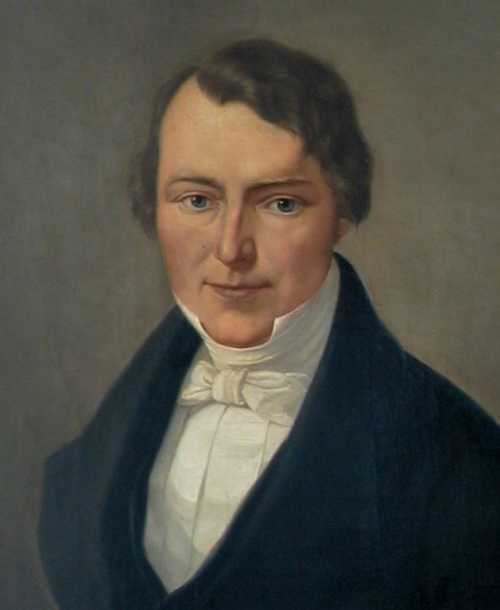
Карл Фридрих Мейер
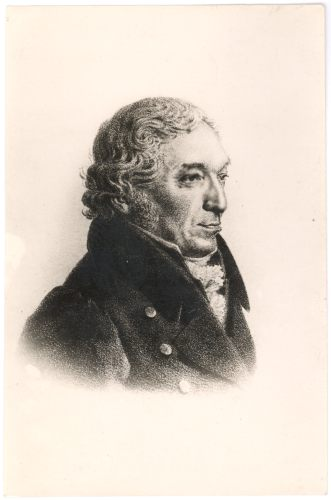
Кристиан Фридрих Дейч
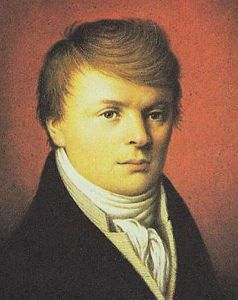
Давид Иероним Гриндель
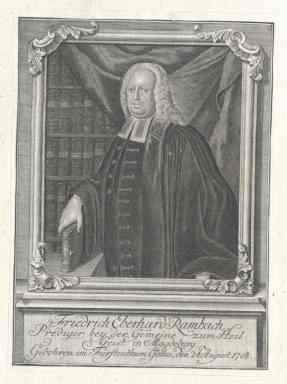
Фридрих Эберхард Рамбах
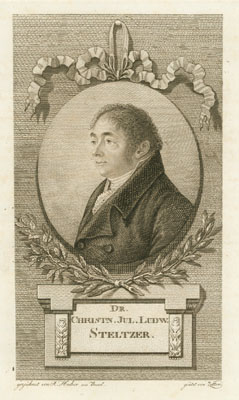
Христиан Юлий Людвиг Штельцер
Иоганн Филипп Густав фон Эверс
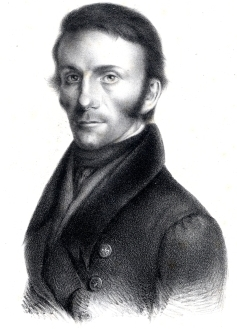
Иоганн Фридрих Паррот
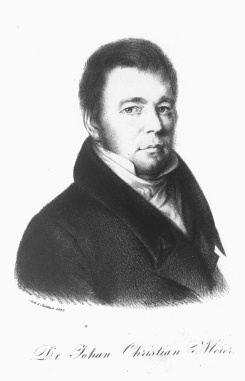
Иван Филиппович Мойер
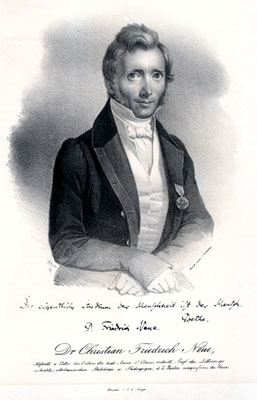
Фридрих Фридрихович Нейе
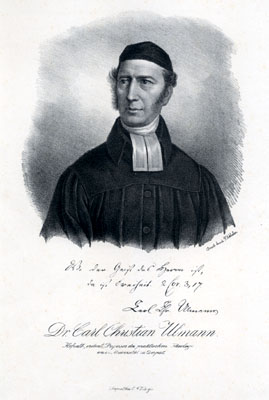
Карл Христиан Ульман
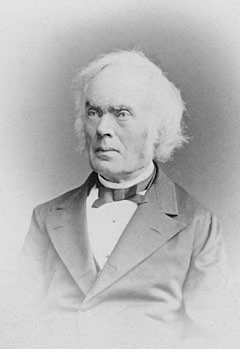
Альфред Вильгельм Фолькман
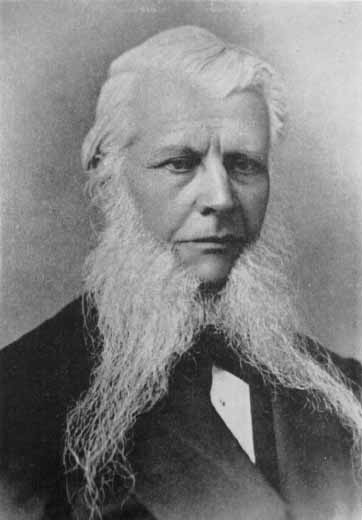
Фридрих Генрих Биддер
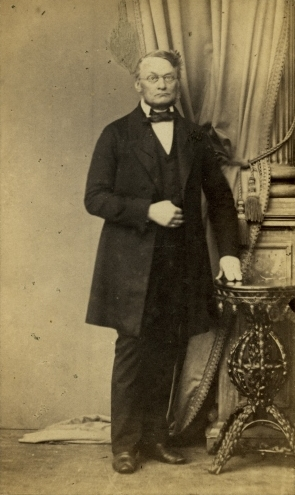
Гвидо-Герман Карлович Самсон фон Гиммельшерна
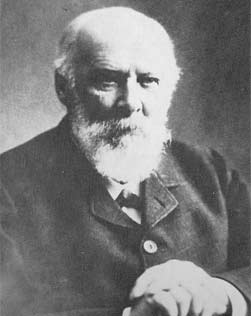
Георг фон Эттинген
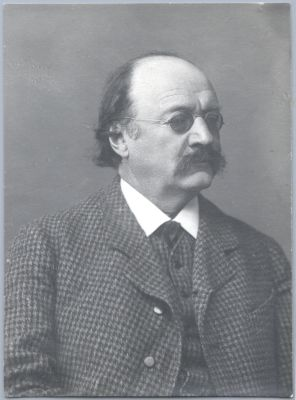
Александр Александрович Шмидт
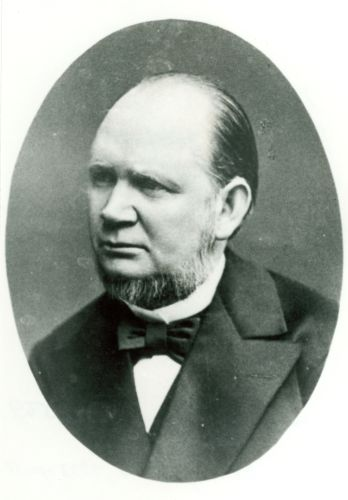
Оттомар Фридрихович Мейков
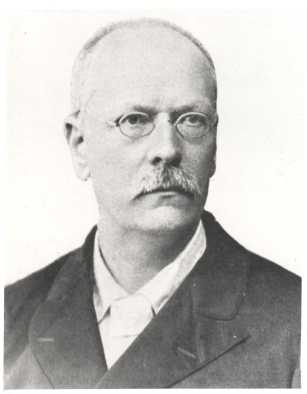
Антон Семёнович Будилович
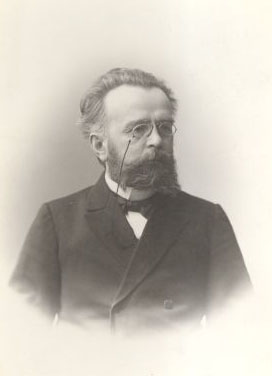
Александр Никитич Филиппов
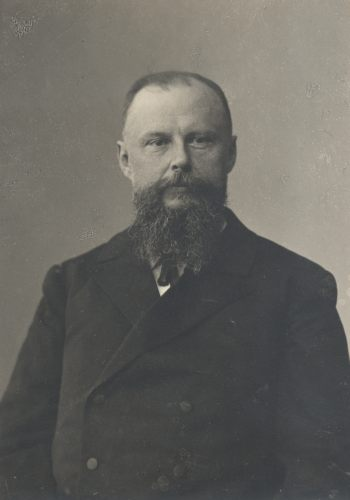
Григорий Васильевич Левицкий
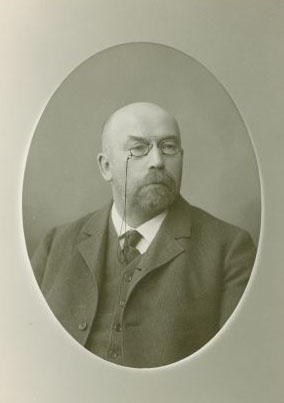
Евгений Вячеславович Пассек
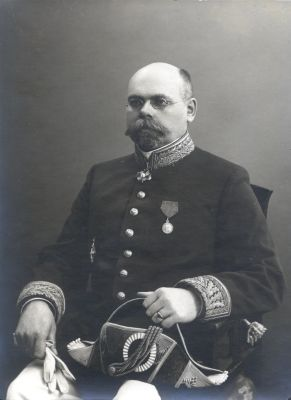
Виссарион Григорьевич Алексеев
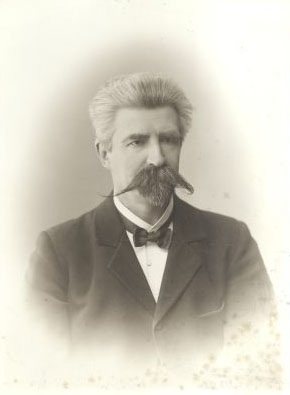
Пётр Павлович Пусторослев